# Cantone di Saint-Gervais-les-Trois-Clochers
Il Cantone di Saint-Gervais-les-Trois-Clochers era una divisione amministrativa dell'arrondissement di Châtellerault.
È stato soppresso a seguito della riforma complessiva dei cantoni del 2014, che è entrata in vigore con le elezioni dipartimentali del 2015.
Comprendeva i comuni di:
- Antran
- Leigné-sur-Usseau
- Mondion
- Saint-Christophe
- Saint-Gervais-les-Trois-Clochers
- Sérigny
- Usseau
- Vaux-sur-Vienne
- Vellèches